# Stiepanowka (rejon kamyszliński)
Stiepanowka (ros. Степановка) – wieś (sieło) w Rosji, w obwodzie samarskim, w rejonie kamyszlińskim. W 2010 liczyła 251 mieszkańców.